# Liste des monuments historiques de Figeac
Ce tableau présente la liste de tous les monuments historiques classés ou inscrits dans la ville de Figeac, Lot, en France.

## Liste
| Monument                       | Adresse                                                          | Coordonnées                      | Notice         | Protection     | Date      | Illustration                 |
| ------------------------------ | ---------------------------------------------------------------- | -------------------------------- | -------------- | -------------- | --------- | ---------------------------- |
| Ancien collège Champollion     | 2 rue Victor-Delbos                                              | 44° 36′ 40″ nord, 2° 02′ 09″ est | « PA00095073 » | Classé Inscrit | 1934 2001 | Ancien collège Champollion   |
| Chapelle Notre-Dame-de-Pitié   | Place de la Raison                                               | 44° 36′ 28″ nord, 2° 02′ 06″ est | « PA00095071 » | Classé         | 1840      | Chapelle Notre-Dame-de-Pitié |
| Château de Ceint-d'Eau         | Ceint-d'Eau                                                      | 44° 35′ 45″ nord, 1° 59′ 31″ est | « PA00095072 » | Inscrit        | 1925      | Château de Ceint-d'Eau       |
| Commanderie des Templiers      | 39 à 43 rue Gambetta                                             | 44° 36′ 32″ nord, 2° 02′ 01″ est | « PA00095287 » | Classé         | 1991      | Commanderie des Templiers    |
| Demeure                        | 47 rue Gambetta                                                  | 44° 36′ 32″ nord, 2° 02′ 01″ est | « PA00135462 » | Inscrit        | 1995      | Demeure                      |
| Église des Carmes              | Place du 12-Mai                                                  | 44° 36′ 39″ nord, 2° 01′ 44″ est | « PA00125597 » | Inscrit        | 1993      | Église des Carmes            |
| Église Notre-Dame-du-Puy       | Place du Puy                                                     | 44° 36′ 36″ nord, 2° 02′ 10″ est | « PA00095074 » | Classé         | 1916      | Église Notre-Dame-du-Puy     |
| Église Saint-Sauveur           | Rue du Chapitre                                                  | 44° 36′ 29″ nord, 2° 02′ 05″ est | « PA00095075 » | Classé         | 1840      | Église Saint-Sauveur         |
| Hôpital Saint-Jacques          | 33 rue des Maquisards                                            | 44° 36′ 38″ nord, 2° 01′ 45″ est | « PA00095076 » | Inscrit        | 1978      | Hôpital Saint-Jacques        |
| Hôtel de Balène                | 8 quai Albert-Bessières                                          | 44° 36′ 26″ nord, 2° 02′ 00″ est | « PA00095297 » | Inscrit        | 1991      | Hôtel de Balène              |
| Hôtel de Colomb-Lacombe        | 21 rue de Colomb                                                 | 44° 36′ 38″ nord, 2° 02′ 04″ est | « PA46000026 » | Inscrit        | 2002      | Hôtel de Colomb-Lacombe      |
| Hôtel de Laporte               | 6 rue Maleville                                                  | 44° 36′ 38″ nord, 2° 02′ 02″ est | « PA00095078 » | Inscrit        | 1924      | Hôtel de Laporte             |
| Hôtel de la Monnaie            | Place Vival                                                      | 44° 36′ 28″ nord, 2° 01′ 57″ est | « PA00095077 » | Classé         | 1862      | Hôtel de la Monnaie          |
| Hôtel du Viguier               | Rue Delzhens Rue Émile-Zola Rue Boutaric                         | 44° 36′ 34″ nord, 2° 02′ 07″ est | « PA00095081 » | Inscrit        | 1942 1993 | Hôtel du Viguier             |
| Hôtel de Viguier d'Auglanat    | 1 rue Balène                                                     | 44° 36′ 26″ nord, 2° 02′ 01″ est | « PA00095080 » | Inscrit        | 1930      | Hôtel de Viguier d'Auglanat  |
| Maison                         | 31 rue Caviale                                                   | 44° 36′ 33″ nord, 2° 01′ 58″ est | « PA00135461 » | Inscrit        | 1995      | Maison                       |
| Maison                         | 15-17 rue de Clermont                                            | 44° 36′ 31″ nord, 2° 02′ 03″ est | « PA46000016 » | Inscrit        | 1999      | Maison                       |
| Maison                         | 5 rue Laurière                                                   | 44° 36′ 34″ nord, 2° 01′ 55″ est | « PA00135463 » | Inscrit        | 1995      | Maison                       |
| Maison                         | 1 rue Ortabadial                                                 | 44° 36′ 28″ nord, 2° 02′ 01″ est | « PA00095083 » | Inscrit        | 1930      | Maison                       |
| Maison Cisteron                | Place de la Halle                                                | 44° 36′ 35″ nord, 2° 02′ 00″ est | « PA00095082 » | Inscrit        | 1934      | Maison Cisteron              |
| Maison du Griffon              | 4 place Champollion                                              | 44° 36′ 35″ nord, 2° 02′ 05″ est | « PA46000005 » | Inscrit        | 1996      | Maison du Griffon            |
| Maison natale de Champollion   | 4 impasse Champollion                                            | 44° 36′ 35″ nord, 2° 02′ 03″ est | « PA00095079 » | Inscrit        | 1973      | Maison natale de Champollion |
| Monument aux morts de Figeac   |                                                                  | 44° 36′ 48″ nord, 2° 01′ 59″ est | « PA46000070 » | Inscrit        | 2018      | Image manquante Téléverser   |
| Obélisque du Cingle            |                                                                  | 44° 35′ 46″ nord, 2° 02′ 07″ est | « PA00095084 » | Classé         | 1840      | Obélisque du Cingle          |
| Obélisque de Lissac            |                                                                  | 44° 36′ 52″ nord, 2° 00′ 37″ est | « PA00095084 » | Classé         | 1840      | Obélisque de Lissac          |
| Pigeonnier du manoir d'Étempes | Étempes                                                          | 44° 35′ 17″ nord, 2° 01′ 33″ est | « PA46000044 » | Inscrit        | 2010      | Image manquante Téléverser   |
| Remparts                       | 51, 53 boulevard du Colonel-Teulié Rue du Champ-Saint-Barthélemy | 44° 36′ 43″ nord, 2° 02′ 01″ est | « PA00095303 » | Classé         | 1995      | Remparts                     |